# El Montañés
El Montañés va ser un antic basar a la ciutat de Solsona.
A Aquest històric comerç estava situat a cal Manel -a la plaça del Ruc- i, tot i que era un basar on es venia tota mena de productes, com ara bateries de cuina, articles de merceria o paraigües, estava especialitzat en la venda d'objectes religiosos: des de rosaris i medallons fins a sants, barrets de capellà i tota mena de llibres de caràcter religiós. Durant la Guerra Civil Espanyola, el comerç va ser completament saquejat. No fou fins finalitzada la Guerra que la seva propietària, M. Viladrich Capella, el tornà a obrir.

Posteriorment s'hi instal·laria la confiteria de cal Poldo.